# Ловенецкие
Ловенецкие (пол. Łowieniecki) — русский дворянский и польский шляхетский род герба Топор.
Происходит от стольника Лариона Ловенецкого, вёрстанного в 1691 г. поместным окладом.
Род Ловенецких внесён в VI часть родословной книги Смоленской и Могилёвской губернии.

## Описание герба
«В щите, имеющем красное поле изображен серебряный топор рукояткою вниз. Щит увенчан дворянскими шлемом и короной. Нашлемник: серебряный топор рукояткою обращенный в правую сторону. Намёт на щите красный, подложенный серебром».
Герб рода Ловенецких внесён в Часть 7 Общего гербовника дворянских родов Всероссийской империи, стр. 146.